# Batalha de Okehazama
A Batalha de Okehazama (桶狭間の戦い, Okehazama-no-tatakai) ocorreu entre 12 de maio e 22 de Junho de 1560. Nesta batalha, Oda Nobunaga venceu Imagawa Yoshimoto, estabelecendo-se enquanto um dos daimyo mais importantes do período Sengoku.

## Antecedentes
A 12 de maio de 1560, Imagawa Yoshimoto, com um exército de 25 000 homens, marchou desde Sunpu (Shizuoka) até Quioto. Depois de entrar nos territórios do clã Oda na província de Owari , tomou as fortalezas fronteiriças de Washizu e Marune antes de acampar num desfiladeiro arborizado conhecido como Dengaku-hazama. Oda Nobunaga foi informado por seus navegadores, e levou o seu exército para um local de um templo chamado Zenshōji.
Se Nobunaga tivesse decidido um ataque frontal, certamente teria perdido a batalha, pois o seu exército encontrava-se em desvantagem numérica numa relação de dez para um pelo exército de Imagawa. Por outro lado, defender Zenshōji atrincheirados não era prático, uma vez que só poderiam suportar mais do que alguns dias. Perante essa situação, o líder dos Oda decidiu um ataque surpresa ao acampamento de Imagawa.

## Desenvolvimento da batalha
Nobunaga deixou um pequeno grupo de soldados no templo como chamariz, para atrair o exército inimigo e distraí-lo da sua força principal, composta de 3 000 homens, que se deslocavam em direção ao acampamento por um tortuoso caminho através das colinas arborizadas.
O exército de Imagawa não esperava um ataque inimigo, sendo que não estavam em alerta, devido ao incrível calor que estava a fazer nesse momento. A possibilidade de que detectassem a aproximação das forças de Oda desvaneceu-se ainda mais pelo repentino aguaceiro e trovoada que caiu enquanto os atacantes faziam seus movimentos finais para o acampamento. Quando o temporal passou, os homens de Oda investiu em grande número no acampamento a partir do norte, e os soldados de Imagawa, tomados completamente de surpresa, fugiram em desordem total. Ao fazê-lo, deixaram a barraca do comandante indefesa, enquanto os soldados de Oda se aproximavam cada vez mais dela. Yoshimoto Imagawa, ignorante do ocorrido, escutou o ruído e saiu da sua tenda gritando aos seus homens que mantivessem a compostura (pois achava que estavam ébrios) e que regressassem aos seus postos. Quando se deu conta, momentos mais tarde, que os samurais ante ele não eram os seus, foi demasiado tarde. O comandante esquivou-se de um ataque de lança de um dos samurais, Hattori Koheita, contudo foi decapitado por outro (Mori Shinsuke). A batalha durou apenas duas horas.

## Resultado
Com o seu líder morto, e com apenas dois dos seus oficiais superiores vivos, os oficiais de Imagawa desertaram para se unirem a outras forças, sendo que em pouco tempo a facção Imagawa foi destruída. A vitória de Nobunaga Oda foi considerada milagrosa, e provou ser o primeiro passo em direção ao seu sonho de unificar o Japão. Um dos oficiais que desertaram da facção Imagawa foi Motoyasu Matsudaira (quem mais tarde seria conhecido como Tokugawa Ieyasu) da província de Mikawa, junto com Honda Tadakatsu. Matsudaira formou a sua própria facção em Mikawa, e mais tarde converter-se-ia em aliado de Nobunaga Oda, e o último dos Grandes Unificadores.